# Люпка Димитровска
Лю̀пка Димитро̀вска (на македонска литературна норма: Љупка Димитровска, на хърватски: Ljupka Dimitrovska; Скопие, 25 юли 1946 – Загреб, 3 октомври 2016 г.) е хърватска поп певица от северномакедонски произход, най-известна през 70-те и 80-те години на XX век в тогавашна Югославия наред с Тереза Кесовия, Йосипа Лисац, Габи Новак, Радойка Шверко, Ксения Еркер, Мери Цетинич и други.
През 60-те години се премества от Скопие в Загреб. От 1968 до 2006 г. е женена за известния хърватски диригент и композитор на забавна музика Никица Калоджера, който е автор на много от песните ѝ и с когото остава до края на живота му през 2006 г. През 1975 г. Люпка издава първия си албум, озаглавен Ljupka. Записва редица песни в дует с певеца Ивица Шерфези. Има участия на множество местни и чуждестранни фестивали (ГДР, Чехословакия, Гърция, Франция, Испания, Япония и други). До края на живота си живее и работи в Загреб. Умира на 70-годишна възраст от тежка и кратка болест.
Сред най-известните ѝ песни се нареждат Ćibu, ćiba („Чибу-чиба“), Ta tvoja barka mala („Тази твоя малка лодка“), Ja ga hoću, a on mene neće („Аз го искам, а той не ме иска“), Godine nisu važne („Годините нямат значение“), Nema više ljubavi („Няма повече любов“), „Ѕвона ѕвонат“ („Камбани звънят“, 1-во място на фестивала „Макфест“), а най-успешната ѝ песен в чужбина е Adio („Сбогом“), с която печели първа награда на фестивала „Олимпиада на песента“ в Атина през 1970 г. (на същото издание участва и Лили Иванова с песента „Звезда“, която се класира пета и печели „Златна плоча“).
От брака си с Никица Калоджера има дъщеря Ника, която е лекарка.

## Дискография

### Студийни албуми
- 1975 – Ljupka
- 1975 – Wenn Musik erklingt (Ein Ljupka Dimitrovska Portrait)
- 1979 – Igramo se
- 1982 – Nasmiješi se
- 1982 – Wie du dich fählst...
- 1985 – Nisam se kajala
- 1985 – The Song of My Sea
- 1988 – Dobro jutro, ljubavi
- 1988 – Slika s mature
- 1989 – Es tut mir nicht Leid
- 1990 – Zvona zvone

### Сборни албуми
- 1988 – Moji najveći uspjesi
- 1993 – Moji najveći hitovi
- 1996 – V dvoje je lepše (дуетен с Ивица Шерфези)
- 2002 – Sve najbolje
- 2008 – The Platinum Collection

### Сингли
- 1968 – Moj slatki grad/Adiós, amor/Voli me/Letnja noć
- 1968 – „Двајца младичи за една девојка“/„Љубовта е сина“/„Моите очи“/„Тебе со љубов“
- 1968 – Zum, zum, zum/Ja znam i vidim to/Željela sam samo tebe/Ivan, Boris i ja
- 1969 – Ćibu-ćiba/Luciana
- 1970 – Adio/En-ten-tini
- 1970 – Čiki-čiki-či/Ti si kriv za sve
- 1971 – Obećanje/Klik-klak
- 1971 – Adio/Komm, komm in mein Boot
- 1972 – 誓い (Chikai)/Obećanje
- 1972 – Ljubljanski zvon/Pegasto dekle
- 1972 – Bim, bam, bom/Kettenkarussell
- 1973 – Ne igraj si sa mnom/Samo to
- 1973 – Cibu-Ciba/Rede doch nicht drum herum
- 1974 – Zvoni zvon/Ne zaboravi
- 1974 – Samo muzika (Wenn Musik erklingt)/Uspomene uz gitaru
- 1975 – Schenk mir ein altes Grammophon/Rot und gelb und blau
- 1975 – Ljutit će se moja majka/Godine nisu važne
- 1976 – Ja ga hoću, a on mene neće/Hej, daj mi jabuku
- 1976 – Ćao!/Nek' samo pričaju
- 1977 – Ostaje nam muzika/Sunce sije, lijep je dan
- 1977 – Eto tako, nije lako/Mama viče, tata viče
- 1978 – Tvoja barka mala/Spavaj, cvite moj
- 1978 – Hej, momče/Bijela ogrlica (Sneg v maju)
- 1979 – Igramo se, igramo/Kawasaki
- 1979 – Vodi me u cirkus/Zaželi jednu želju
- 1979 – Es gibt keine Liebe mehr/Sonntag früh
- 1980 – Majka maru/Dolaze brodovi
- 1981 – Mala bionda/Maestral
- 1981 – Du kannst mir viel erzählen/Zirkus
- 1983 – Ne vjeruj mi ništa/Tvoja riva sve je kriva
- 1988 – Slika s mature/Dušo moja

## Участия на фестивали

### Загребски фестивал
- 1969 – „Го чекав летото“
- 1970 – A šta da se radi
- 1975 – Ljutit će se moja majka
- 1976 – Ja ga hoću, a on mene neće
- 1977 – Ostaje nam muzika
- 1978 – Hej momče
- 1979 – Igramo se, igramo
- 1983 – Robot
- 1988 – Vječna tajna

### Сплитски фестивал
- 1969 – Para-pa-pa
- 1976 – Ćao
- 1977 – Eto tako nije lako
- 1978 – Tvoja barka mala
- 1980 – Majka Maru
- 1980 – Gitara, gitara (в дует с Ивица Шерфези)
- 1981 – Maestral
- 1983 – Ne vjeruj mi ništa
- 1991 – Bambino
- 1994 – Lipa Dalmacija

### Опатийски фестивал
- 1970 – Što će biti s nama

### „Макфест“
- 1990 – „Ѕвона ѕвонат“ (1-во място)

### Международен панаир на музиката в Белград(МЕСАМ)
- 1984 – Kad čujem harmoniku
- 1986 – Ne pitaj me šta mi je
- 1987 – Bilo gdje
- 1988 – Šanana

### „Братиславска лира“
- 1978 – Ćao (III награда „Бронзова лира“ в международния конкурс)[5]